# 東京美術
株式会社東京美術（とうきょうびじゅつ）は、東京都豊島区にある日本の出版社。シチズン時計グループの一員。

## 概要
1960年（昭和35年）に創立された出版社。社章は英国の著名な陶芸家バーナード・リーチの作品で「リーチマーク」と呼称している。
映像部門があり、テレビ朝日とテレビ東京の報道・情報番組用途の生放送テロップ制作なども受託している。

## 沿革
- 1960年（昭和35年）3月 - 宣伝企画・出版・印刷業として会社設立
- 1961年（昭和36年）
  - 9月 - 東京国立博物館の出版・印刷業務取引開始。シチズン時計の印刷および販売促進業務の取引開始
  - 10月 - NET（現：テレビ朝日）テロップ業務開始
- 1963年（昭和38年）5月 - オフセット印刷部門新設
- 1965年（昭和40年）8月 - オフセット製版部門新設
- 1976年（昭和51年）4月 - オフセット製版部門を分離、株式会社 東京プロセスを設立
- 1980年（昭和55年）12月 - 主要取引先300社を達成
- 1987年（昭和62年）3月 - 組版部門を分離し、株式会社 東京美術製版を設立
- 1990年（平成2年）4月 - 株式会社 東京美術製版を株式会社 アートワード東京と社名変更
- 1991年（平成3年）3月 - シチズン商事の子会社となる
- 1992年（平成4年）3月 - オフセット印刷部門を分離し、株式会社 東美制作センターを設立
- 1997年（平成9年）11月 - 電子作画室研修室を設立
- 2000年（平成12年）
  - 2月 - 株式会社 東美制作センターを吸収、印刷事業部オフセット部に変更
  - 6月 - 香港を拠点とした中国での印刷開始
- 2003年（平成15年）9月 - 香港オフィス開設
- 2004年（平成16年）
  - 4月 - シチズン時計株式会社の子会社となる
  - 4月 - 開発部を新設 同年9月映像センターをリニューアル
- 2005年（平成17年）1月 - CSR委員会設立 同年5月本社ビルをリニューアル
- 2007年（平成19年）5月 - プライバシーマーク使用許可を取得
- 2010年（平成22年）3月 - 創立50周年。

## 主な出版物
- すぐわかるシリーズ
  - 「東京美術」すぐわかるシリーズ

- もっと知りたいシリーズ

- 考古学シリーズ
  - 先土器時代の知識(No.3)、鈴木忠司 著
  - 古墳時代の知識(No.6)、岩崎卓也 著
  - 貝塚の獣骨の知識(No.10)、金子浩昌 著
  - 装身具と骨角製漁具の知識(No.13)、江坂輝彌／渡辺誠 共著
  - 先史時代の自然環境 -縄文時代の自然史(No.21)、松島義章／前田保夫 著
  - 考古学の知識(No.1)
  - 発掘と整理の知識(No.2)
  - 縄文時代の知識(No.4)
  - 弥生時代の知識(No.5)
  - 歴史時代の知識(No.7)
  - 地層の知識 -第四紀をさぐる(No.8)、町田洋／新井房夫／森脇広 著
  - 化石の知識(No.9)、江坂輝彌 著
  - 旧石器の知識(No.11)
  - 新石器の知識(No.12)
  - 縄文土器の知識Ⅰ(No.14)
  - 縄文土器の知識Ⅱ(No.15)
  - 弥生土器の知識(No.16)
  - 土師器・須恵器の知識(No.17)
  - 土偶の知識(No.18)
  - 古墳の知識Ⅰ(No.19)
  - 古墳の知識Ⅱ(No.20)
  - 原始・歴史時代の歴史環境(No.22)

- 基礎の考古学シリーズ
  - 土師器・須恵器の知識（改訂新版）、玉口時雄／小金井靖 共著
  - 発掘と整理の知識（改訂新版）、服部敬史 著
  - 縄文土器の知識 1―草創・早・前期―（改訂新版）、麻生優・白石浩之 著
  - 縄文土器の知識 2―中・後・晩期―（改訂新版）、藤村東男 著
  - 地層の知識 ―第四紀をさぐる（改訂新版）、町田洋／新井房夫／森脇広 共著